# Hipopótamo (sous-marin)
Le sous-marin Hipopótamo était un prototype de navire militaire submersible, construit en 1837 par l’inventeur José Rodríguez Labandera, de Guayaquil. Il est reconnu comme le premier sous-marin jamais construit en Amérique latine. 

## Historique
Les premiers plans du projet de ce sous-marin militaire ont été créés au Pérou, après plusieurs années de conception. Les plans ont été présentés au gouvernement du Pérou, qui a autorisé la construction du navire. Il devait être équipé d’artillerie pour couler les navires ennemis. Bien que le gouvernement péruvien ait donné l’autorisation, il n’a pas financé le projet, ce qui n’a pas permis de commencer la construction du submersible.
L’inventeur de Guayaquil est retourné dans son pays natal, à la recherche de partenaires qui pourraient financer son projet, et a publié de la propagande dans le journal El Ecuatoriano del Guayas. Après avoir rassemblé des fonds suffisants, il a commencé la construction de son sous-marin qu’il a baptisé El Hipopótamo. Le sous-marin était prêt à être mis à l’eau en juillet 1838.
Lors de son premier voyage d’essai, étaient présents, outre le gouverneur de la Province du Guayas, le général Vicente González, d’innombrables citoyens de Guayaquil. Cet exploit maritime a été couvert par la presse locale, le journal El Ecuatoriano del Guayas.

## Conception
La coque était construite en bois, avec des planches calfeutrées et imperméabilisées avec du bitume, et les joints étaient en cuir pour empêcher l’entrée d’eau. Il avait une hélice entraînée par des pédales à traction humaine. L’évent était un tube qui sortait à la surface, à peine visible à l’œil nu

## Engagements
La première tentative de navigation sous-marine effectuée en Amérique du Sud a eu lieu le 18 septembre 1838. Le plan de navigation était de partir de la ville de Durán, de naviguer sous les eaux du Río Guayas et d’accoster à Guayaquil. L'Hipopótamo s’est immergé, ayant à bord José Rodríguez et son assistant José Quevedo,.
Le submersible a navigué 12 blocs, jusqu’à ce que le changement de marée, la prochaine arrivée de la nuit et un dysfonctionnement de l’un de ses gouvernails obligent à le prendre à la remorque. On pense qu’après ce premier voyage inaugural, l'Hipopótamo a fait deux autres tentatives, mais il s’est finalement échoué sur la rive de Duran,.